# Fluido instanton
Em cromodinâmica quântica, o modelo do fluido instanton é um modelo de rotação de Wick cromodinâmica quântica euclidiana. Se examinarmos a integração funcional da ação, descobrimos que ela tem infinitamente muitos mínimos locais correspondentes a um número variado de instantons. Acontece que a contribuição dominante para a integração funcional vem de configurações com composto de um grupo de instantons e antiinstantons. A supressão exponencial proveniente da ação aumentada é compensada pelo aumento do fator de espaço fásico vindo de todos os instantons. Em outras palavras, a livre energia "euclidiana" é minimizada por um conjunto de instantons.
Sabemos também que, na presença de um Instanton, quarks canhotos  de cada sabor serão produzidos e destros quarks aniquilados. Isso, evidentemente, terá consequências para as dinâmicas quirais da teoria.